# دارين فورد
دارين فورد (بالإنجليزية: Darren Ford)‏ هو لاعب كرة قاعدة أمريكي، ولد في 1 أكتوبر 1985 في فينيلاند في الولايات المتحدة.

## وصلات خارجية
- دارين فورد على موقع دوري كرة القاعدة الرئيسي (الإنجليزية)
- دارين فورد على موقعبيزبول رفرنس.كوم (الدوري الرئيسي) (الإنجليزية)
- دارين فورد على موقعبيزبول رفرنس.كوم (الدوري الثانوي) (الإنجليزية)
- دارين فورد على موقع إي إس بي إن.كوم (أم.أل.بي) (الإنجليزية)
- دارين فورد على موقع مشجعي الرسوم البيانية (الإنجليزية)